# Bourneau
Bourneau je francouzská obec v departementu Vendée v Pays de la Loire.